# Embratur

Embratur (Brasilianisches Fremdenverkehrsamt) ist eine unabhängige Behörde des Tourismusministeriums und ist international seit 2003 ausschließlich in den Bereichen Werbung, Marketing und Vertrieb von touristischen Dienstleistungen, Produkten und Reisezielen Brasiliens tätig.

## Geschichte
Seine früheren Aufgabenbereiche der Entwicklung, Standardisierung und Regulierung des Tourismus in Brasilien liegen heute in der Abteilung Nationales Sekretariat für Politik und Tourismus, ebenfalls ansässig im Tourismusministerium.
Sämtliche Tätigkeiten der Embratur richten sich nach dem Plano Aquarela – Internationales Tourismusmarketing. Dieser Marketingplan aus dem Jahr 2005 definiert bevorzugte Märkte und entsprechende Marketingstrategien unter Berücksichtigung vielerlei Kriterien, so unter anderem: Touristenanzahl pro Jahr, zu erwartende Einnahmen, Einreisemöglichkeiten auf dem Luft-, See oder Landweg, Wachstumsmöglichkeiten, kulturelle Neigungen.
In jedem dieser vorrangigen Länder arbeitet Embratur eng mit Reiseveranstaltern und Reisebüros zusammen, denen vielfältige Reisepakete angeboten werden. Zudem wird unter anderem ein ständiger Kontakt zur Presse gehalten, die Öffentlichkeitsarbeit unterstützt sowie die Austragung internationaler Events in Brasilien gefördert.
Das Hauptaugenmerk bei der Förderung des brasilianischen Tourismus im Ausland richtet sich auf die Vielfalt der Kultur und der Natur des Landes. Sämtliche Maßnahmen werden in fünf Hauptsegmente gegliedert: Sonne und Strand; Kultur; Sport; Ökotourismus und Abenteuer; Business und Events.
Die Ziele der Embratur sind: mehr Touristen, die länger in Brasilien bleiben, mehr Städte bereisen und während ihres Aufenthalts mehr Geld ausgeben – und so zu einer wirtschaftlichen, sozialen und regionalen Entwicklung des Landes beitragen.
Das derzeitige Logo von Embratur wurde von Roberto Burle Marx gestaltet.